# 山田一善
山田 一善（やまだ かずよし、1959年4月9日 - ）は、日本の元アクション監督、元殺陣師、元俳優。石川県出身。元ジャパンアクションクラブ所属。

## 作品

### テレビドラマ
- 太陽にほえろ!（1979年）ロッキー全編（木之元亮）吹き替え
- 太陽戦隊サンバルカン（1981年） - モンガー[1]
- 大戦隊ゴーグルファイブ（1982年）
- メタルヒーローシリーズ
  - 宇宙刑事ギャバン（1982年）
  - 宇宙刑事シャリバン（1983年）海坊主
  - 宇宙刑事シャイダー（1984年）
  - 巨獣特捜ジャスピオン（1985年）ジャスピオン[2]
  - 時空戦士スピルバン（1986年）スピルバン[3]
  - 超人機メタルダー（1987年）メタルダー、雄闘バーロック
  - 世界忍者戦ジライヤ（1988年）ジライヤ（第1 - 4話）[4]、5話からメインアクション監督を担当 ※その際ジライヤのスーツアクターは山田に代わって的場耕二が担当
  - 機動刑事ジバン（1989年)  アクション監督補佐、全編アクション監督代理
  - 特捜ロボ ジャンパーソン（1993年）全編アクション監督代理
  - ブルースワット（1994年) 全編アクション監督代理
- 仮面ライダーBLACK  （1987年）[5]
- 徳川無頼帳（1992年）殺陣
- 超光戦士シャンゼリオン（1996年）アクション監督補佐、3話から金田治に代わりメインを担当
- 世にも奇妙な物語 秋の特別編 （1996年）ボディスタントコーディネーター[6]
- 左手に告げるなかれ （1997年12月12日）擬闘
- チェンジ! （1998年10月12日 - 12月14日）擬斗
- 生保レディ刑事 （1998年10月16日） 殺陣
- 課長島耕作 4 （1998年12月04日） 殺陣
- サラリーマン金太郎 （1999年01月10日 - 03月21日） 擬斗
- 傷だらけの女 （1999年04月13日 - 06月22日） アクションコーディネイト
- 地獄の花嫁 （1999年06月11日） アクションコーディネイト
- ツインズな探偵 （1999年07月09日） アクションコーディネーター
- サラリーマン金太郎 超ド迫力！秋の2時間スペシャル （1999年10月03日） 擬斗
- 二千年の恋（2000年1月10日 - 3月10日）殺陣 ※1話のみ[7]
- 仮面ライダークウガ（2000年1月30日 - 2001年1月21日）アクション監督補佐  ※うち、3話～10話までは代理で全編を担当
- 検事霞夕子 (15)知らなかった （2000年02月01日） アクションコーディネイト[8]
- ナースな探偵 3 （2000年04月07日） ファイティングコーディネーター[9]
- 美容エステ探偵 悪魔のフィアンセ （2000年06月16日） アクションコーディネーター[10]
- 巡査鉄兵の推理日誌 （2000年08月05日） 技斗[11]
- 愛は正義 （2001年01月12日 - 03月16日） 殺陣[12]
- 仮面ライダーアギト（2001年1月28日 - 2002年1月27日）アクション監督、強盗犯役（最終回）
- ルーキー! （2001年04月10日 - 06月26日） アクションコーディネーター
- 傷だらけのラブソング（2001年10月9日 - 12月18日）技斗[13]
- 私立探偵 濱マイク （2002年07月01日 - 09月16日） 殺陣
- ぼくが地球を救う（2002年）アクション指導
- マンハッタンラブストーリー (2003年10月09日～12月18日) 殺陣師
- X'smap〜虎とライオンと五人の男〜 (2004年12月25日) アクション指導
- タイガー&ドラゴン (2005年04月15日～06月24日) スタントコーディネイト
- 女検事の報復 (2006年02月25日) アクションコーディネイト
- 土曜ワイド劇場 女検事の報復 送られた殺人予告メール（2006年）アクションコーディネイト
- さすらい署長風間昭平 5 しなの千曲川殺人事件 (2006年09月03日) 擬斗
- 怨み屋本舗スペシャル（2008年、テレビ東京）白川幸一郎
- 小杉健治サスペンス　偽証法廷～信じた友は連続殺人犯!?刑事が踏み越えた許されざる一線！守るべきものは正義か？それとも… (2012年04月04日) 擬斗
- 検事・沢木正夫 第三の容疑者 (2013年09月25日) 殺陣
- 水曜ミステリー9（テレビ東京）
  - 「残り火」（2014年10月29日）アクションコーディネーター
- 警視庁特命刑事☆二人 (2015年12月23日) アクションコーディネーター

### CM
- ハウス食品「とんがりコーン ｣（2001年）アクションコーディネーター[14]
- サッポロビール ｢黒ラベル｣ 第6弾（2001年）アクションコーディネーター[15]

### 映画
- スーパー戦隊ワールド、仮面ライダーワールド　(1994年)　アクション監督
- メッセンジャー（1999年）スタントコーディネーター
- ナトゥ 踊る!ニンジャ伝説（2000年）スタント指導
- 陰陽師（2001年）アクションコーディネーター補佐
- 劇場版 仮面ライダーアギト PROJECT G4（2001年）アクション監督
- Jam Films 2 机上の空論 ARMCHAIR THEORY（2003年）アクションコーディネイト
- 下妻物語（2004年）アクション指導
- キューティーハニー（2004年）アクション監督
- NIN×NIN 忍者ハットリくん THE MOVIE（2004年）アクション監督
- 着信アリ2（2005年）アクションコーディネーター
- ピーナッツ（2006年）アクション監督
- バブルへGO!! タイムマシンはドラム式（2007年）アクションコーディネイト
- 私は貝になりたい   (2008年)   アクションコーディネーター
- のだめカンタービレ 最終楽章　前編（2009年）アクションコーディネーター
- のだめカンタービレ 最終楽章　後編（2010年）アクションコーディネーター
- ステキな金縛り（2011年）アクションコーディネイト
- 桐島、部活やめるってよ（2012年8月11日公開、ショウゲート）アクションコーディネーター
- 渇き。（2014年6月27日、ギャガ） -アクションコーディネーター

### 舞台
- セーラームーンミュージカル（1993年、1994年）アクション指導
- サクラ大戦 歌謡ショウ（1997年 - 2004年）殺陣[16] [17]

### オリジナルビデオ
- 真・仮面ライダー 序章（1992年）アクション監督補佐
- 修羅がゆく9 北海道進攻作戦（1999年）
- 修羅がゆく10 北陸代理決戦（1999年）
- GUNDAM EVOLVE 3 GF13-017NJII GOD GUNDAM 演出